# Alexei Eremenko
Alexei Eremenko junior (russisch Алексей Алексеевич Ерёменко/Alexei Alexejewitsch Jerjomenko; * 24. März 1983 in Rostow am Don, Sowjetunion) ist ein ehemaliger finnischer Fußballspieler russischer Abstammung.

## Leben
Alexei Eremenko wuchs zuerst in der Sowjetunion auf, ging aber im Alter von sieben Jahren mit seiner Familie nach Finnland. Grund dafür war der Wechsel seines Vaters, Alexei Eremenko sr., von Spartak Moskau zum FF Jaro in Jakobstad. Diese Stadt in Ostbottnien ist traditionell überwiegend schwedischsprachig, und die neu zugezogene Familie assimilierte sich in dieser Sprache. Deshalb gilt Eremenko sowohl als Russe, Finne als auch Finnlandschwede. 2003 erhielt Eremenko Jr. die finnische Staatsbürgerschaft, behielt aber die russische bei. 
Seine Brüder Sergei und Roman sind ebenfalls als Profispieler bekannt geworden.

## Vereinskarriere
Seine Karriere begann Alexei Eremenko Ende der 1980er Jahre in der sowjetischen Hauptstadt Moskau beim dort ansässigen FK Dynamo Moskau. Dort spielte er bis 1990, ehe er mit seiner Familie nach Finnland auswanderte, wo sein Vater Alexei Eremenko senior ein Angebot des FF Jaro annahm. In ebendiesem Verein war Eremenko junior bis 1997 im Nachwuchs aktiv und war kurzzeitig im Jahre 1995 auf Leihbasis bei Panathinaikos Athen in Griechenland untergebracht. Nach einem Wechsel 1998 nach Norwegen zu Tromsø IL folgte nur kurz darauf ein Transfer zurück in die Heimat, wo Eremenko das Jahr 1999 in der Jugendabteilung von HJK Helsinki verbrachte. Noch im selben Jahr kam er nach Frankreich, wo er anfangs vorwiegend im Nachwuchsbereich des FC Metz eingesetzt wurde, aber saisonübergreifend auch auf sieben Ligaeinsätze für die B-Mannschaft kam.
Nach seinem Ausscheiden vom Verein im Jahre 2001 kehrte er wieder in seine neue Heimat Finnland zurück und startete dort beim FC Jokerit in seine Profikarriere. 2002 wechselte er zum HJK Helsinki, wo er zum Stammspieler wurde und in zwei Jahren 60 Ligaspiele absolvierte, wobei er zehn Tore erzielte. Im Sommer 2004 wechselte er nach Italien zur US Lecce, konnte sich dort aber nicht durchsetzen und ging im Januar 2006 nach Russland. Dort verbrachte er eine teils erfolgreiche Zeit und wechselte schließlich nach 78 Ligaeinsätzen und sechs Toren in die benachbarte Ukraine, wo er sich Metalist Charkiw anschloss und danach auf Leihbasis nach Finnland und Schottland kam. 2011 wechselte er zusammen mit seinem Bruder wieder zurück nach Russland; diesmal zu Rubin Kasan. Er brachte es allerdings lediglich auf Kurzeinsätze.

## Nationalmannschaft
Sein Debüt in der finnischen Nationalmannschaft feierte er am 11. Oktober 2003 im Spiel gegen Kanada.

## Erfolge
- Finnischer Meister: 2002, 2003 (HJK Helsinki)
- Finnischer Pokalsieger: 2003 (HJK Helsinki)